# Karol Skupin
Karol Skupin (ur. 11 września 1889 w Jejkowicach, zm. 28 czerwca 1974 w Katowicach) – polski duchowny rzymskokatolicki, oficjał Sądu Biskupiego w Katowicach, kanonik kapituły katedralnej w Katowicach, prałat domowy Jego Świątobliwości.

## Życiorys
Urodził się 11 września 1889 roku w Jejkowicach w rodzinie Konstantego i Albertyny z d. Tausewald. Uczęszczał do szkół w Jejkowicach i Rybniku, a potem do Królewskiego Gimnazjum w Gliwicach, gdzie w 1909 roku zdał maturę. W latach 1909–1913 studiował teologię na Wydziale Teologicznym Uniwersytetu Wrocławskiego. W czasie studiów przez pewien czas był prezesem „Zet-u" oraz Kółka Polskiego we Wrocławiu. 
21 czerwca 1913 roku w katedrze wrocławskiej przyjął święcenia kapłańskie z rąk biskupa wrocławskiego kard. Georga von Koppa. Był wikariuszem kolejno w parafiach: Matki Bożej Wspomożenia Wiernych w Kluczborku (lata 1913–1916), Wniebowzięcia Najświętszej Maryi Panny w Białej (1916–1919; 1919–1920), Świętego Krzyża we Wrocławiu (1919) i Niepokalanego Poczęcia Najświętszej Maryi Panny w Katowicach (1920–1923). Był też kuratusem, a następnie proboszczem parafii Bożego Ciała w Kończycach (1924–1927), a także przez krótki czas administratorem parafii Chrystusa Króla w Katowicach (1938–1939) i substytutem parafii śś. Apostołów Piotra i Pawła w Katowicach (1939–1942).
15 września 1927 roku został nominowany sędzią, 23 grudnia 1929 roku rzecznikiem sprawiedliwości, a 26 marca 1930 roku oficjałem Sądu Biskupiego w Katowicach, mianowany na tę funkcję przez bpa Arkadiusza Lisieckiego. Pełnił ją do 23 lipca 1971 roku.
W 1928 roku został sekretarzem powołanej wówczas Misyjnej Rady Diecezjalnej. W latach 1929–1930 był sekretarzem kancelarii kurialnej. Od 1931 roku był tajnym szambelanem Jego Świątobliwości i kanonik Kapituły Katedralnej (w 1959 roku archidiakon). W 1931 roku odbył krótką praktykę w Rocie Rzymskiej. W latach 1932–1958 był egzaminatorem prosynodalnym.
W czasie niemieckiej okupacji, będąc substytutem parafii śś. Apostołów Piotra i Pawła w Katowicach, 28 lutego 1941 roku został aresztowany wraz bpem Stanisławem Adamskim i innymi urzędnikami kurii. Uwolniony został na interwencję wikariusza generalnego ks. Franciszka Strzyża. Pozostał w Katowicach, lecz musiał opuścić mieszkanie służbowe.
7 listopada 1952 roku został wyznaczony przez bpa Stanisława Adamskiego na wikariusza generalnego diecezji katowickiej, a następnego dnia kapituła katedralna wybrała go na urząd wikariusza kapitulnego. Rząd nie uznał jego wyboru, gdyż episkopat nie uzgodnił z nimi tej kandydatury. Został oficjalnie odrzucony przez władze państwowe 13 listopada tego samego roku.
W 1963 roku został prałatem domowym Jego Świątobliwości.
W swoim życiu pełnił też funkcję dyrektora Towarzystwa Maryjnego i dyrektora Papieskiego Dzieła św. Piotra Apostoła. Ponadto był cenionym spowiednikiem zwyczajnym i nadzwyczajnym sióstr zakonnych, referentem spraw zakonnych w Kurii Diecezjalnej oraz wizytatorem domów zakonnych. 
Zmarł 28 czerwca 1974 roku w Katowicach. Pochowano go na cmentarzu w Jejkowicach 1 lipca tego samego roku.